# 2. Mandschurische Armee (Russisches Kaiserreich)
Die 2. Mandschurische Armee (russisch 2-й Маньчжурская армия, 2-j Mantschschurskaja armija) war ein Großverband des Kaiserlich Russischen Heeres. Sie wurde im September 1904 aufgestellt und im September 1905 aufgelöst.

## Geschichte
Nach der verlorenen Schlacht von Liaoyang hatte Zar Nikolaus II. beschlossen, dass die eingesetzten russischen Kräfte in der Mandschurei nicht mehr von nur einem Kommandeur befehligt werden sollten und teilte deswegen die Mandschurische Armee in die 1., 2. und 3. Mandschurische Armee auf. Im September 1904 wurde die 2. Mandschurische Armee unter dem Befehl von Generalleutnant Oskar Grippenberg aufgestellt. Sie umfasste Mitte Januar 1905 120 Bataillone, 92 Schwadronen, 412 Feldgeschütze und 28 schwere Geschütze und hatte eine Gesamtstärke von rund 80.000 Mann. Am 12. Februar 1905 übernahm General Alexander von Kaulbars das Kommando über die Armee. Sie nahm an den Schlachten am Shao, von Sandepu und von Mukden teil.
Nach Beendigung des Krieges wurde die 2. Mandschurische Armee im September 1905 aufgelöst.

## Gliederung
- 1. Sibirisches Armeekorps
  - 1. Ostsibirische Schützen-Division
  - 9. Ostsibirische Schützen-Division
- Zusammengesetztes Schützenkorps
  - 1. Schützen-Brigade
  - 2. Schützen-Brigade
  - 5. Schützen-Brigade
- 8. Armeekorps
  - 14. Infanterie-Division
  - 15. Infanterie-Division
- 10. Armeekorps
  - 9. Infanterie-Division
  - 31. Infanterie-Division

## Oberbefehlshaber
|    | Name                                          | Von              | Bis              |
| -- | --------------------------------------------- | ---------------- | ---------------- |
| 1. | General Oskar Kasimirowitsch Grippenberg      | September 1904   | 12. Februar 1905 |
| 2. | General Alexander Wassiljewitsch von Kaulbars | 12. Februar 1905 | September 1905   |